# 한국형 헬기 사업

2009년 서울ADEX에서 전시중인 수리온

한국형헬기개발사업(Korean Helicopter Program, KHP)은 대한민국 육군의 노후화된 UH-1, 500MD 헬기를 대체하기 위해, 대한민국 방위사업청과 대한민국 지식경제부(현재 산업통상자원부)가 2006년 6월부터 2012년 6월까지 부처공동으로 추진한 국책사업이다. 방위사업청에 KHP사업단을 설치하여 사업관리를 담당하였고, 국방과학연구소를 기술관리기관(TMO)로 지정하여 기술관리를 담당하게 하였다. 개발주관기관은 한국항공우주산업(주), 한국항공우주연구원, 국방과학연구소이었다. 한국항공우주산업은 체계종합과 민군겸용핵심구성품 개발, 한국항공우주연구원은 로터, 엔진, 착륙장치, 연료탱크, 에어데이터시스템 등의 민군겸용핵심구성품 개발, 국방과학연구소는 임무탑재장비 개발을 각각 담당하였다.

## KUH 수리온
KUH 수리온이란 대한민국이 한국형 헬기 사업(KHP : Korean Helicopter Program)에 의해 개발된 첫 한국형 기동헬기(KUH : Korean Utility Helicopter)다.
총 투입된 개발비는 1조 3,000억 원으로 2006년 6월개발에 착수한 지 38개월만인 2009년 7월 31일에 경남 사천시 한국항공우주산업(KAI) 공장에서 수리온이 출고되어 독자적으로 헬기를 개발한 세계 11번째 국가가 됐다. 그 후 2010년 3월 10일에는 경남 사천 비행장에서 초도비행하였다. 
적의 휴대용 지대공미사일, 레이저, 미사일 등에 대한 경보수신기를 장착함으로써 미리 회피 가능하며 채프·플레어를 갖췄다. 또한 수리온은 군용·관용·민간용 헬기로 의무후송, 해상후송, 재난구조, 수색 등 다목적으로 활용할 수 있다.

## 같이 보기
- KLH 사업
- 한국형 공격헬기 사업
- 시콜스키 S-70
- 아구스타웨스트랜드 AW-139
- 유로콥터 쿠거
- 유로콥터 타이거
- 수리온